# Rallye Sanremo 1984
Le Rallye Sanremo 1984 (26. Rallye San Remo), disputé du 30 septembre au 5 octobre 1984, est la cent-trente-troisième manche du championnat du monde des rallyes (WRC) courue depuis 1973, et la dixième manche du championnat du monde des rallyes 1984.

## Contexte avant la course

### Le championnat du monde
Ayant succédé en 1973 au championnat international des marques (en vigueur de 1970 à 1972), le championnat du monde des rallyes comprend généralement une douzaine manches, comprenant les plus célèbres épreuves routières internationales, telles le Rallye Monte-Carlo, le Safari ou le RAC Rally. Depuis 1979, le championnat des constructeurs a été doublé d'un championnat pilotes, ce dernier remplaçant l'éphémère Coupe des conducteurs, organisée à seulement deux reprises en 1977 et 1978. Le calendrier 1984 intègre douze manches pour l'attribution du titre de champion du monde des pilotes mais seulement dix sélectives pour le championnat des marques (le Rallye de Suède et le Rallye de Côte d'Ivoire en étant exclus). Les épreuves sont réservées aux catégories suivantes :
- Groupe N : voitures de grande production de série, ayant au minimum quatre places, fabriquées à au moins 5000 exemplaires en douze mois consécutifs ; modifications très limitées par rapport au modèle de série (bougies, amortisseurs).
- Groupe A : voitures de tourisme de grande production, fabriquées à au moins 5000 exemplaires en douze mois consécutifs, avec possibilité de modifications des pièces d'origine ; poids minimum fonction de la cylindrée.
- Groupe B : voitures de grand tourisme, fabriquées à au moins 200 exemplaires en douze mois consécutifs, avec possibilité de modifications des pièces d'origine (extension d'homologation portant sur 10% de la production[2]).

À deux manches de la fin du championnat, Audi est déjà assuré de remporter le titre des constructeurs, la marque allemande s'étant déjà imposée à cinq reprises cette saison grâce à Walter Röhrl (Monte-Carlo), Hannu Mikkola (Portugal) et Stig Blomqvist (Acropole, Nouvelle-Zélande et Argentine), ce dernier étant très bien placé pour le titre des conducteurs, comptant vingt-trois points d'avance sur Markku Alén, vainqueur du Tour de Corse sur sa Lancia. Depuis le printemps, le duel Audi/Lancia est arbitré par Peugeot et sa nouvelle Peugeot 205 Turbo 16, qui aux mains d'Ari Vatanen a nettement dominé les Audi Quattro et Lancia Rally 037 lors du Rallye des 1000 lacs.

### L'épreuve
Régulièrement organisé depuis 1961, le « Rally dei Fiori » a acquis un rang international à partir de 1962, devenant alors la manche inaugurale du championnat national italien et attirant une centaine d'équipages. Disputée sur un parcours mixte alternant routes goudronnées et pistes de terre, la manche italienne du championnat d'Europe fut en 1968 rebaptisée « Rallye Sanremo », du nom de la ville organisatrice. Initialement couru à la fin de l'hiver, le Rallye Sanremo devint une épreuve automnale à partir de 1972 et fut intégré dès l'année suivante au calendrier du championnat du monde. C'est le terrain de prédilection de la Scuderia Lancia, qui s'y est imposée à douze reprises entre 1961 et 1983.

## Le parcours
- départ : 30 septembre 1984 de San Remo
- arrivée : 5 octobre 1984 à San Remo

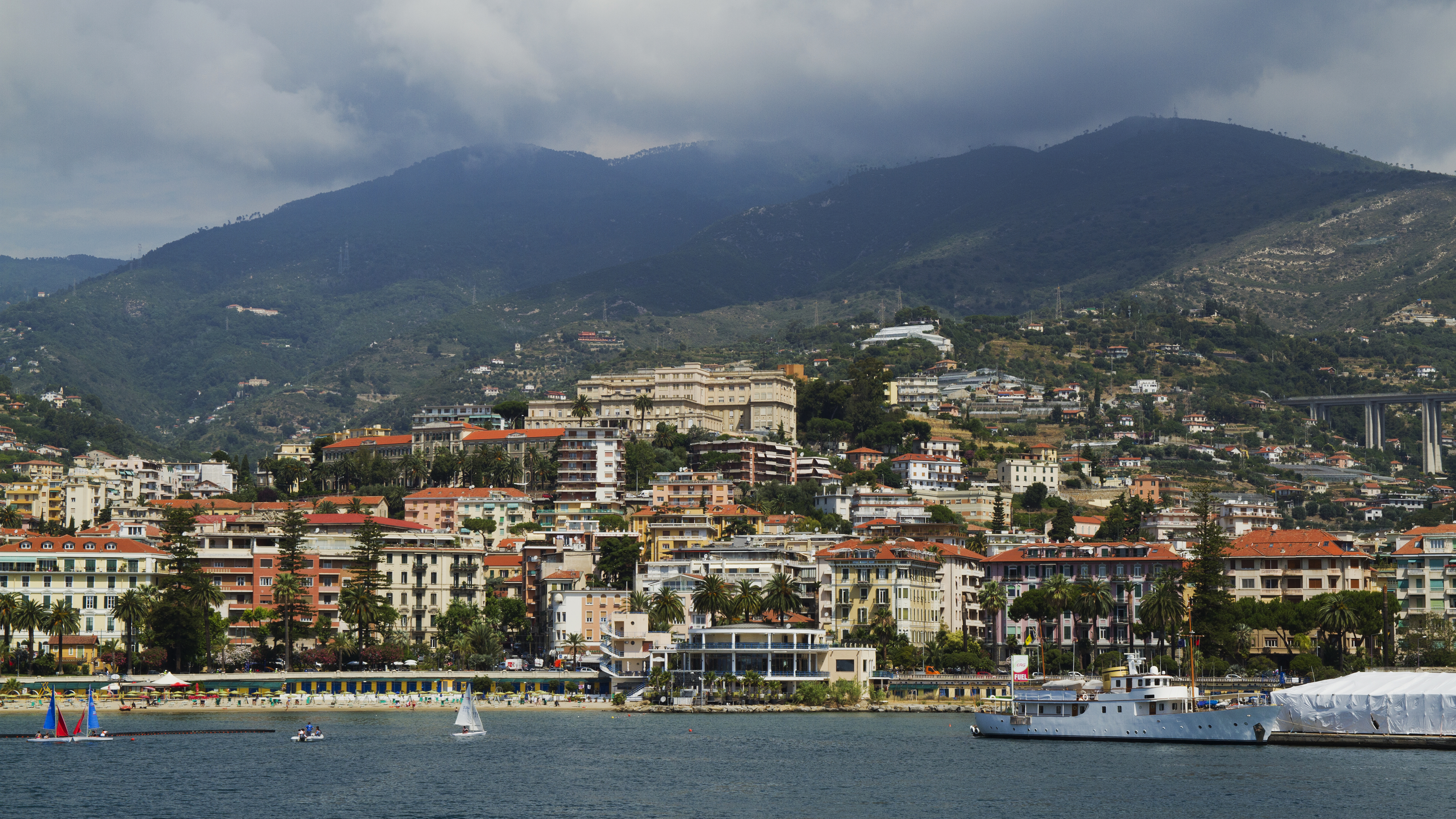
San Remo, ville organisatrice du rallye.

- distance : 2612,5 km, dont 777,98 km sur 54 épreuves spéciales (56 épreuves initialement prévues, pour un total de 807,69 km chronométrés)
- surface : asphalte (43,5%) et terre (56,5%)
- Parcours divisé en cinq étapes[4]

### Première étape
- San Remo - Testico - Gênes - Tirrenia, le 30 septembre
- distance : 508,4 km dont 84,62 sur 6 épreuves spéciales, sur asphalte

### Deuxième étape
- Tirrenia - Radicofani - Sienne, le 1er octobre
- distance : 646,5 km dont 245,23 sur 17 épreuves spéciales, sur terre (18 épreuves initialement prévues, pour un total de 257,53 km chronométrés)

### Troisième étape
- Sienne - Volterra - Pise, le 2 octobre
- distance : 574,1 km dont 194,73 sur 16 épreuves spéciales, sur terre (17 épreuves initialement prévues, pour un total de 212,14 km chronométrés)

### Quatrième étape
- Pise - Gênes - Millesimo - San Remo, du 3 au 4 octobre
- distance : 506,2 km dont 96,50 sur 7 épreuves spéciales, sur asphalte

### Cinquième étape
- San Remo - Triora - San Remo, du 4 au 5 octobre
- distance : 377,3 km dont 156,90 sur 8 épreuves spéciales, sur asphalte

## Les forces en présence
- Lancia

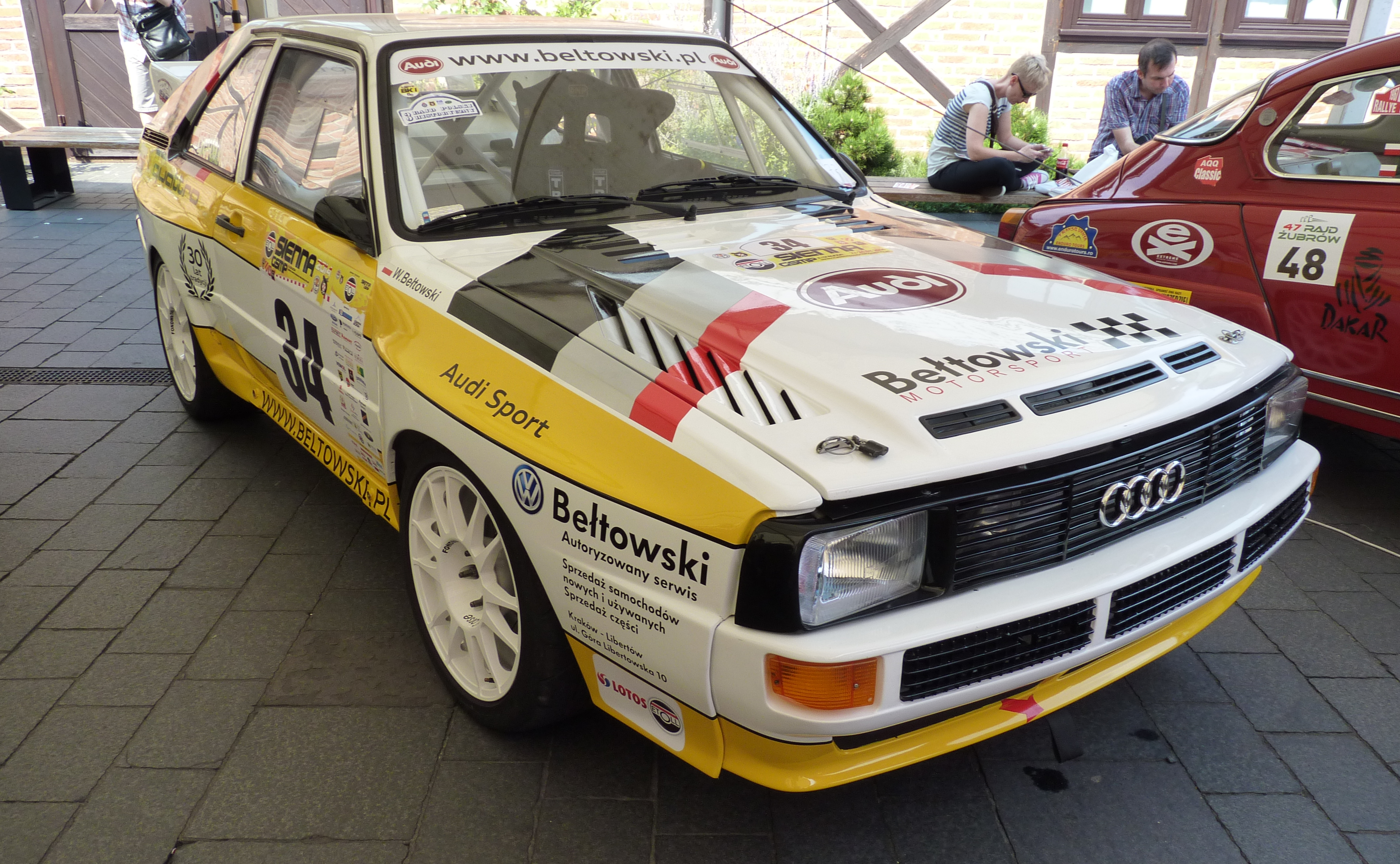
Deux Audi Sport Quattro groupe B seront au départ.

La Scuderia Lancia aligne deux Rally 037 groupe B pour Markku Alén et Attilio Bettega, préparées dans les ateliers Abarth. Également pilote officiel de l'écurie italienne, Henri Toivonen ne participe pas à la course, le Finlandais souffrant de problèmes vertébraux. Contrairement à Bettega qui retrouve la voiture qu'il a utilisée en début de saison au Portugal et au Rallye de la Costa Smeralda, Alén (en lice pour le titre de champion du monde) dispose d'une berlinette neuve, dont le poids a été ramené à 960 kg, soit un gain de 20 kg par rapport à celle de son coéquipier. Les 037 sont dotées d'un moteur quatre cylindres de 2111 cm3 monté en position centrale arrière. Alimenté par un système d'injection mécanique Bosch Kugelfischer associé à un compresseur volumétrique Abarth, il développe 325 chevaux à 8000 tr/min. Les ateliers Abarth ont également mis au point les deux berlinettes 037 du Jolly Club, confiées à Massimo Biasion et Adartico Vudafieri. L'écurie Bologna Corse engage une 037 préparée par Giuseppe Volta et pilotée par Franco Cunico, tandis que Fabrizio Tabaton pilote la 037 de l'équipe génoise H.F. Grifone SRL. Les Lancia utilisent des pneus Pirelli.
- Audi

Audi Sport engage deux Sport Quattro groupe B pour Stig Blomqvist et Walter Röhrl. Ces coupés à moteur avant et transmission intégrale se caractérisent par leur empattement très court (2,20 m). L'équipe technique d'Ingolstadt a beaucoup travaillé sur la souplesse d'utilisation du cinq cylindres à double arbre à cames en tête et culasse vingt soupapes, alimenté par un système d'injection électronique Bosch LH-Jetronic et gavé par un turbocompresseur KKK, et les pilotes disposent désormais d'une plage d'exploitation comprise entre 4500 et 8000 tr/min, la puissance maximale étant estimée à 430 chevaux à 7500 tr/min pour une pression de suralimentation tarée à 1,7 bars. Pesant environ une tonne, les Audi Sport sont chaussées de pneus Michelin. La marque est également présente en groupe A, l'Autrichien Werner Grissmann pilotant une berline 80 Quattro (1150 kg, transmission intégrale, 5 cylindres, 2121 cm3, 190 chevaux) qui bénéficie de l'assistance de l'usine.
- Peugeot

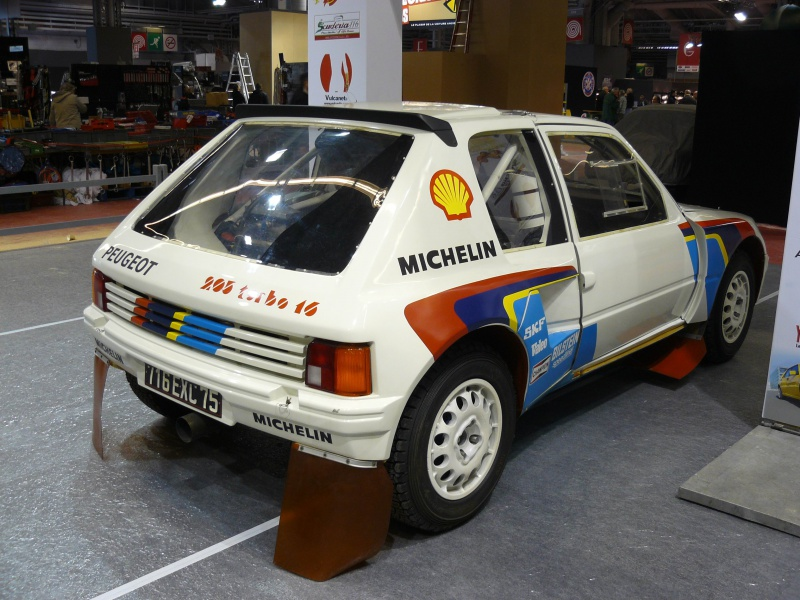
Une Peugeot 205 Turbo 16 groupe B.

Peugeot Talbot Sport a préparé deux 205 Turbo 16 groupe B, confiées à Ari Vatanen et Jean-Pierre Nicolas, ce dernier ayant assuré le développement de ce modèle à moteur central transversal arrière et transmission intégrale, avec visco-coupleur central autorisant une répartition variable de la puissance entre l'avant et l'arrière. Son quatre cylindres de 1775 cm3 à double arbre à cames en tête et culasse seize soupapes est alimenté par un système d'injection électronique Bosch associé à un turbocompresseur KKK et délivre 350 chevaux à 7500 tr/min. Sa compacité (3,83 m de long) et sa relative légèreté (seulement 980 kg malgré le poids de la transmission, grâce notamment à l'emploi de kevlar pour les carénages et certains éléments de carrosserie) lui confèrent une grande agilité sur tous les types de terrain, concrétisée par une l'éclatante victoire de Vatanen au dernier rallye des 1000 lacs. Les 205 sont chaussées de pneus Michelin.
- Opel

GM Italie a engagé une Opel Manta 400 groupe B pour Dario Cerrato. Préparé chez Virgile Conrero, ce coupé à transmission classique pèse 975 kg. Son moteur quatre cylindres de 2420 cm3, développé par Cosworth, est alimenté par deux carburateurs Weber double corps et délivre 275 chevaux à 7250 tr/min. Cerrato utilise des pneus Michelin.
- Alfa Romeo

Gema Racing a préparé un coupé Alfetta GTV6 groupe A pour le pilote corse Yves Loubet. Doté d'une transmission classique, ce coupé de 1060 kg est mu par un moteur V6 à double arbre à cames en tête de 2492 cm3, développé chez Autodelta. Sa puissance maximale est d'environ 220 chevaux. Engagé à titre privé, Bruno Bentivogli conduit un modèle identique, également chaussé de pneus Pirelli.
- Citroën

Citroën Compétition aligne trois Citroën Visa 1000 Pistes groupe B flambant neuves, confiées Philippe Wambergue, Maurice Chomat et Christian Rio. Ces petites berlines pèsent 780 kg et sont dotées d'une transmission intégrale permanente. En position transversale avant, le quatre cylindres de 1434 cm3, alimenté par deux carburateurs Weber double corps, délivre 145 chevaux à 6500 tr/min. Citroën Italie engage un modèle identique pour Vittorio Caneva. Les Visa utilisent des pneus Michelin.
- Volkswagen

Comme aux 1000 lacs, Kalle Grundel pilote la Golf GTI groupe A engagée par Volkswagen Motorsport. Cette traction de 880 kg est animée par un moteur quatre cylindres de 1781 cm3 à injection mécanique Bosch, d'une puissance de l'ordre de 170 chevaux. Elle est chaussée de pneus Pirelli.

## Déroulement de la course

### Première étape
Les cent équipages s'élancent de Sanremo le mardi, en début d'après-midi. Le ciel est couvert et les routes goudronnées sont humides par endroits. Au volant d'une des deux Lancia du Jolly Club, Massimo Biasion se montre le plus rapide dans la colline d'Oggia et s'installe en tête avec une seconde d'avance sur l'Audi de Walter Röhrl. Malgré des problèmes de pression d'essence, Attilio Bettega, troisième sur une des deux Lancia officielles, n'a concédé que quatre secondes alors son coéquipier Markku Alén, retardé par une crevaison, a perdu une minute et ne pointe qu'en dix-septième position. Dans le deuxième secteur chronométré, Röhrl sort de la route, sa voiture blessant deux spectateurs ; le pilote allemand perd plus d'une minute et demie et plonge à la dixième place du classement. La lutte pour la première place est serrée entre Biasion et Bettega, ce dernier prenant provisoirement le commandement avant que Biasion ne reprenne l'avantage dans la dernière épreuve spéciale de la journée, ralliant Tirrenia avec une seule seconde d'avance sur son compatriote. Ari Vatanen, troisième sur sa Peugeot 205, est à  vingt-trois secondes, à égalité avec l'autre Lancia du Jolly Club, aux mains d'Adartico Vudafieri. Remonté en septième position, Alén (qui devance Röhrl de quelques secondes) est précédé par deux autres Lancia, pilotées par Franco Cunico et Fabrizio Tabaton. Handicapé par des problèmes de turbo sur sa 205 et retardé en outre par une erreur de navigation, Jean-Pierre Nicolas est seulement onzième, accusant un retard de cinq minutes et demie sur Biasion. Quinzième au volant de son Alfa Romeo, Yves Loubet est en tête du groupe A, une minute devant la Volkswagen Golf de Kalle Grundel.

Les Lancia Rally 037 ont dominé la première étape.

| Pos. | Pilote              | Copilote              | Voiture                  | Groupe | Temps           | Écart        |
| ---- | ------------------- | --------------------- | ------------------------ | ------ | --------------- | ------------ |
| 1    | Massimo Biasion     | Tiziano Siviero       | Lancia Rally 037         | B      | 58 min 23 s     |              |
| 2    | Attilio Bettega     | Maurizio Perissinot   | Lancia Rally 037         | B      | 58 min 24 s     | + 1 s        |
| 3    | Ari Vatanen         | Terry Harryman        | Peugeot 205 Turbo 16     | B      | 58 min 46 s     | + 23 s       |
| 3=   | Adartico Vudafieri  | Luigi Pirollo         | Lancia Rally 037         | B      | 58 min 46 s     | + 23 s       |
| 5    | Franco Cunico       | Max Sghedoni          | Lancia Rally 037         | B      | 59 min 36 s     | + 1 min 13 s |
| 5=   | Fabrizio Tabaton    | Luciano Tedeschini    | Lancia Rally 037         | B      | 59 min 36 s     | + 1 min 13 s |
| 7    | Markku Alén         | Ilkka Kivimäki        | Lancia Rally 037         | B      | 1 h 00 min 04 s | + 1 min 41 s |
| 8    | Walter Röhrl        | Christian Geistdörfer | Audi Sport Quattro       | B      | 1 h 00 min 12 s | + 1 min 49 s |
| 9    | Dario Cerrato       | Giuseppe Cerri        | Opel Manta 400           | B      | 1 h 00 min 17 s | + 1 min 54 s |
| 10   | Stig Blomqvist      | Björn Cederberg       | Audi Sport Quattro       | B      | 1 h 00 min 21 s | + 1 min 58 s |
| 11   | Jean-Pierre Nicolas | Charley Pasquier      | Peugeot 205 Turbo 16     | B      | 1 h 03 min 54 s | + 5 min 31 s |
| 12   | Massimo Ercolani    | Popi Amati            | Opel Ascona 400          | B      | 1 h 04 min 13 s | + 5 min 50 s |
| 13   | Giovanni Del Zoppo  | Betty Tognana         | Talbot Samba Rallye      | B      | 1 h 04 min 39 s | + 6 min 16 s |
| 14   | Vittorio Caneva     | Loris Roggia          | Citroën Visa 1000 Pistes | B      | 1 h 04 min 41 s | + 6 min 18 s |
| 15   | Yves Loubet         | Jean-Louis Mérigot    | Alfa Romeo Alfetta GTV6  | A      | 1 h 04 min 52 s | + 6 min 29 s |
| 16   | Kalle Grundel       | Peter Diekmann        | Volkswagen Golf GTI      | A      | 1 h 05 min 52 s | + 7 min 29 s |
| 17   | Gerhard Kalney      | Franz Zehetner        | Opel Ascona 400          | B      | 1 h 06 min 23 s | + 8 min 00 s |
| 18   | Philippe Wambergue  | Vincent Laverne       | Citroën Visa 1000 Pistes | B      | 1 h 06 min 24 s | + 8 min 01 s |
| 19   | Maurice Chomat      | Didier Breton         | Citroën Visa 1000 Pistes | B      | 1 h 06 min 43 s | + 8 min 20 s |
| 20   | Bruno Bentivogli    | Stefano Evangelisti   | Alfa Romeo Alfetta GTV6  | A      | 1 h 06 min 57 s | + 8 min 34 s |

### Deuxième étape
Les concurrents repartent de Tirrenia le mercredi, au petit matin. Le parcours sur terre désavantage les Lancia, et Vatanen ne tarde pas à prendre le commandement de la course et à creuser rapidement l'écart sur ses poursuivants, se montrant le plus rapide sur quatorze des dix-sept épreuves spéciales disputées au cours de la journée. Derrière lui, Röhrl et Blomqvist se placent régulièrement aux avant-postes, s'emparant à mi-étape des deuxième et troisième places. Tirant le meilleur parti de sa Lancia sur les pistes, Alén dépasse bientôt ses coéquipiers et remonte au quatrième rang. Sorti de la route dans le secteur de Lucignano, Vudafieri a dû renoncer. Vatanen rejoint Sienne avec près de trois minutes d'avance sur Röhrl, lui-même une minute devant Blomqvist. Premier des «deux roues motrices», Alén est quarante-cinq secondes plus loin. Malgré son handicap de la première journée, il a relégué ses coéquipiers à plus d'une minute derrière lui. Un remplacement de boîte de vitesses a coûté dix minutes à Cunico, qui rétrograde à la dixième place, juste devant Grundel qui a pris la tête du groupe A après la sortie de piste de Loubet, provoquée par une défaillance des freins. Il ne reste plus que soixante-deux voitures en course.

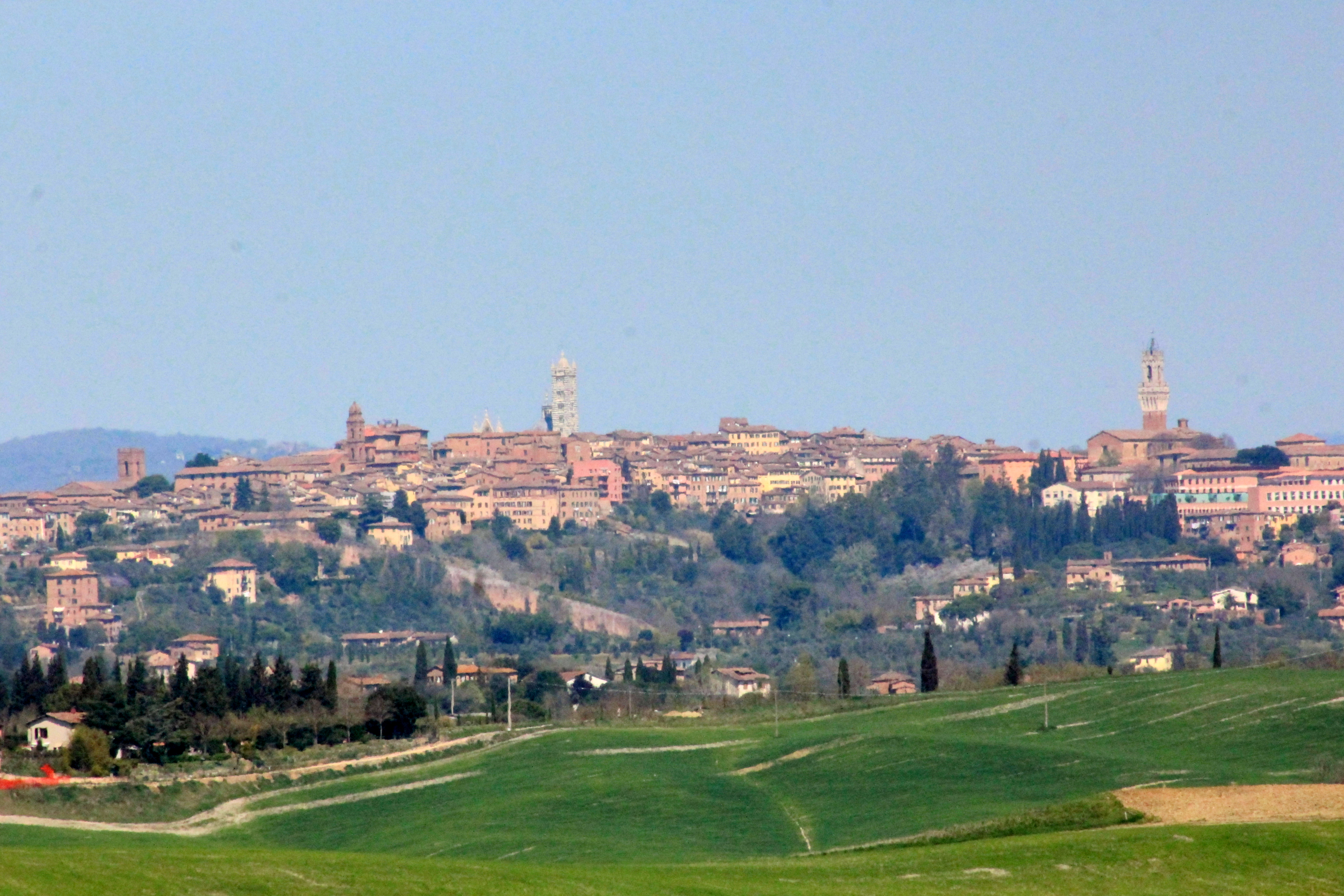
Sienne, terme de la deuxième étape.

| Pos. | Pilote              | Copilote              | Voiture                  | Groupe | Temps           | Écart         |
| ---- | ------------------- | --------------------- | ------------------------ | ------ | --------------- | ------------- |
| 1    | Ari Vatanen         | Terry Harryman        | Peugeot 205 Turbo 16     | B      | 3 h 24 min 37 s |               |
| 2    | Walter Röhrl        | Christian Geistdörfer | Audi Sport Quattro       | B      | 3 h 27 min 27 s | + 2 min 50 s  |
| 3    | Stig Blomqvist      | Björn Cederberg       | Audi Sport Quattro       | B      | 3 h 28 min 23 s | + 3 min 46 s  |
| 4    | Markku Alén         | Ilkka Kivimäki        | Lancia Rally 037         | B      | 3 h 29 min 08 s | + 4 min 31 s  |
| 5    | Massimo Biasion     | Tiziano Siviero       | Lancia Rally 037         | B      | 3 h 30 min 09 s | + 5 min 32 s  |
| 6    | Attilio Bettega     | Maurizio Perissinot   | Lancia Rally 037         | B      | 3 h 30 min 30 s | + 5 min 53 s  |
| 7    | Fabrizio Tabaton    | Luciano Tedeschini    | Lancia Rally 037         | B      | 3 h 35 min 20 s | + 10 min 43 s |
| 8    | Jean-Pierre Nicolas | Charley Pasquier      | Peugeot 205 Turbo 16     | B      | 3 h 38 min 34 s | + 13 min 57 s |
| 9    | Dario Cerrato       | Giuseppe Cerri        | Opel Manta 400           | B      | 3 h 41 min 40 s | + 17 min 03 s |
| 10   | Franco Cunico       | Max Sghedoni          | Lancia Rally 037         | B      | 3 h 46 min 07 s | + 21 min 30 s |
| 11   | Kalle Grundel       | Peter Diekmann        | Volkswagen Golf GTI      | A      | 3 h 47 min 46 s | + 23 min 09 s |
| 12   | Maurice Chomat      | Didier Breton         | Citroën Visa 1000 Pistes | B      | 3 h 50 min 17 s | + 25 min 40 s |
| 13   | Vittorio Caneva     | Loris Roggia          | Citroën Visa 1000 Pistes | B      | 3 h 50 min 39 s | + 26 min 02 s |
| 14   | Massimo Ercolani    | Popi Amati            | Opel Ascona 400          | B      | 3 h 52 min 59 s | + 28 min 22 s |
| 15   | Gerhard Kalney      | Franz Zehetner        | Opel Ascona 400          | B      | 3 h 57 min 02 s | + 32 min 25 s |

### Troisième étape

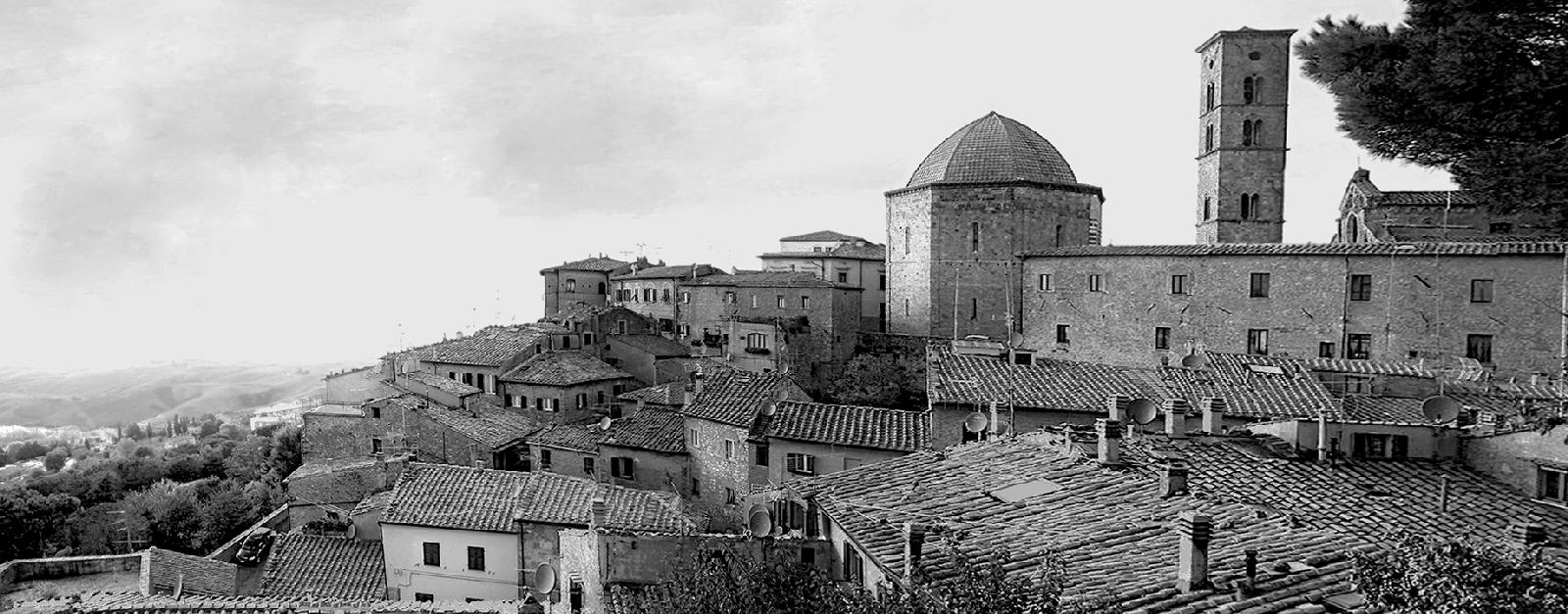
Volterra, sur le parcours de la troisième étape.

Les équipages rescapés repartent de Sienne le jeudi matin. Bien qu'il se contente de gérer son avance, Vatanen creuse encore l'écart sur ses rivaux. Remportant les trois quarts des épreuves spéciales, le champion finlandais confirme la supériorité de la 205 sur ses rivales et rallie le parc fermé de Pise avec plus de cinq minutes d'avance sur Röhrl, qui a perdu un peu de temps sur le parcours routier à cause des embouteillages provoqués par les spectateurs près de Volterra. Alors qu'il était revenu à quelques secondes de son coéquipier, Blomqvist a abandonné peu avant dans le dernier secteur chronométré, une pierre ayant sectionné une Durit d'huile, entraînant la casse du moteur. Alén avait quant à lui renoncé en début de journée, bielle coulée, et c'est désormais Biasion qui occupe la troisième place, talonné par son coéquipier Bettega, tous deux accusant plus de neuf minutes de retard sur la Peugeot de tête. À vingt minutes de son coéquipier, Nicolas est remonté en sixième position, seulement quelques secondes derrière la Lancia de Tabaton. Neuvième, Grundel domine toujours le groupe A.
| Pos. | Pilote              | Copilote              | Voiture                  | Groupe | Temps           | Écart         |
| ---- | ------------------- | --------------------- | ------------------------ | ------ | --------------- | ------------- |
| 1    | Ari Vatanen         | Terry Harryman        | Peugeot 205 Turbo 16     | B      | 5 h 30 min 28 s |               |
| 2    | Walter Röhrl        | Christian Geistdörfer | Audi Sport Quattro       | B      | 5 h 35 min 47 s | + 5 min 19 s  |
| 3    | Massimo Biasion     | Tiziano Siviero       | Lancia Rally 037         | B      | 5 h 39 min 41 s | + 9 min 13 s  |
| 4    | Attilio Bettega     | Maurizio Perissinot   | Lancia Rally 037         | B      | 5 h 40 min 00 s | + 9 min 32 s  |
| 5    | Fabrizio Tabaton    | Luciano Tedeschini    | Lancia Rally 037         | B      | 5 h 50 min 45 s | + 20 min 17 s |
| 6    | Jean-Pierre Nicolas | Charley Pasquier      | Peugeot 205 Turbo 16     | B      | 5 h 50 min 53 s | + 20 min 25 s |
| 7    | Dario Cerrato       | Giuseppe Cerri        | Opel Manta 400           | B      | 5 h 56 min 48 s | + 26 min 20 s |
| 8    | Franco Cunico       | Max Sghedoni          | Lancia Rally 037         | B      | 5 h 58 min 25 s | + 27 min 57 s |
| 9    | Kalle Grundel       | Peter Diekmann        | Volkswagen Golf GTI      | A      | 6 h 08 min 07 s | + 37 min 39 s |
| 10   | Massimo Ercolani    | Popi Amati            | Opel Ascona 400          | B      | 6 h 17 min 52 s | + 47 min 24 s |
| 11   | Michele Rayneri     | Erghy Bartolich       | Fiat Ritmo Abarth 130 TC | A      |                 |               |
| 12   | Gerhard Kalney      | Franz Zehetner        | Opel Ascona 400          | B      |                 |               |

### Quatrième étape
Les concurrents repartent de Pise le vendredi après-midi. Une liaison autoroutière les ramène tout d'abord en Ligurie, où se dérouleront les épreuves restantes, toutes sur asphalte. Si en tête Vatanen semble hors de portée, les pilotes Lancia peuvent espérer réduire leur retard sur Röhrl. Les routes sont cependant humides dans les premiers secteurs chronométrés et le pilote allemand en profite pour conserver ses quatre minutes d'avance sur Biasion. Malgré le forcing du jeune pilote italien et de son coéquipier Bettega sur les tronçons secs, dans la soirée, la situation n'évolue guère jusqu'au retour au parc fermé de San Remo, avec Vatanen toujours largement en tête. Röhrl, deuxième à près de cinq minutes, conserve environ quatre minutes de marge sur Biasion et Bettega, toujours au coude à coude. Cinquième à plus de vingt minutes, Tabaton a décroché Nicolas. Alors qu'il était huitième juste derrière l'Opel de Dario Cerrato, Cunico est sorti de la route et c'est désormais Grundel, toujours en tête du groupe A, qui pointe au huitième rang.
| Pos. | Pilote              | Copilote              | Voiture                  | Groupe | Temps           | Écart             |
| ---- | ------------------- | --------------------- | ------------------------ | ------ | --------------- | ----------------- |
| 1    | Ari Vatanen         | Terry Harryman        | Peugeot 205 Turbo 16     | B      | 6 h 38 min 59 s |                   |
| 2    | Walter Röhrl        | Christian Geistdörfer | Audi Sport Quattro       | B      | 6 h 43 min 44 s | + 4 min 45 s      |
| 3    | Massimo Biasion     | Tiziano Siviero       | Lancia Rally 037         | B      | 6 h 47 min 22 s | + 8 min 23 s      |
| 4    | Attilio Bettega     | Maurizio Perissinot   | Lancia Rally 037         | B      | 6 h 47 min 57 s | + 8 min 58 s      |
| 5    | Fabrizio Tabaton    | Luciano Tedeschini    | Lancia Rally 037         | B      | 7 h 00 min 09 s | + 21 min 10 s     |
| 6    | Jean-Pierre Nicolas | Charley Pasquier      | Peugeot 205 Turbo 16     | B      | 7 h 02 min 28 s | + 23 min 29 s     |
| 7    | Dario Cerrato       | Giuseppe Cerri        | Opel Manta 400           | B      | 7 h 07 min 45 s | + 28 min 46 s     |
| 8    | Kalle Grundel       | Peter Diekmann        | Volkswagen Golf GTI      | A      | 7 h 28 min 56 s | + 49 min 57 s     |
| 9    | Massimo Ercolani    | Popi Amati            | Opel Ascona 400          | B      | 7 h 34 min 17 s | + 55 min 18 s     |
| 10   | Gerhard Kalney      | Franz Zehetner        | Opel Ascona 400          | B      | 7 h 41 min 17 s | + 1 h 02 min 18 s |
| 11   | Michele Rayneri     | Erghy Bartolich       | Fiat Ritmo Abarth 130 TC | A      | 7 h 47 min 15 s | + 1 h 08 min 16 s |
| 12   | Werner Grissmann    | Jörg Pattermann       | Audi 80 Quattro          | A      | 7 h 52 min 17 s | + 1 h 13 min 18 s |

### Cinquième étape

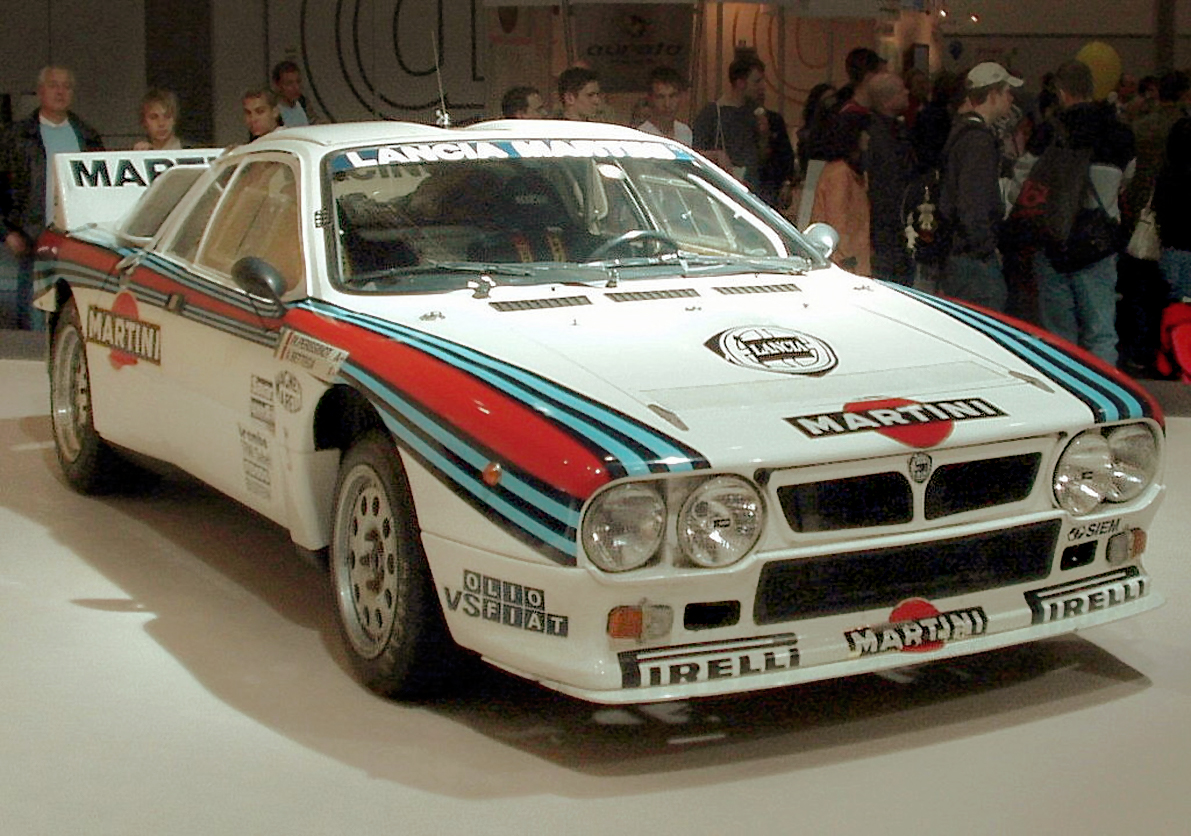
La Lancia 037 d'Attilio Bettega, deuxième à l'arrivée.

La dernière étape est une boucle nocturne au nord de San Remo, d'où les équipages s'élancent le samedi soir, sur des routes détrempées. Longue de près de cinquante kilomètres, la première épreuve spéciale est abordée avec prudence par la plupart des concurrents. Cerrato espère cependant profiter de la situation et de sa connaissance du terrain pour ravir la sixième place à Nicolas, qui compte cinq minutes d'avance sur lui. Attaquant à outrance sur ce terrain piégeux, le pilote italien rattrape la Peugeot (partie deux minutes avant lui) et la dépasse facilement. Prenant énormément de risques, il sort violemment de la route un peu plus loin ; l'équipage est indemne mais l'Opel Manta, qui bloque partiellement la chaussée, est hors d'usage. La spéciale est alors neutralisée, les concurrents (hormis les quatre premiers) étant crédités d'un temps forfaitaire. Biasion et Bettega ont toutefois repris du temps à Röhrl dans ce secteur et la marge du champion allemand sur la Lancia de Biasion est descendue sous les trois minutes. Dans le secteur de San Romolo, il ne pleut plus mais d'immenses flaques jonchent toujours la route. L'une d'elles surprend Vatanen, qui perd le contrôle de sa 205, effectue un double tête-à-queue et effleure un muret. La voiture est à peine touchée et le Finlandais repart immédiatement, ayant perdu très peu de temps. Aussitôt après, Röhrl se fait piéger au même endroit ; le contact avec le muret est plus brutal et l'Audi part en tonneaux, sans grand mal pour ses occupants qui doivent cependant abandonner, l'arrière de la voiture étant totalement détruit. Bettega se montre de loin le plus rapide sur les trente-cinq kilomètres de cette épreuve, devançant ses adversaires de plus d'une minute et s'empare de la deuxième place au classement général, six minutes derrière Vatanen. Désormais devancé de plus de quarante secondes par son compatriote, Biasion ne baisse cependant pas les bras et continue à attaquer, mais une touchette entraînant une double crevaison dans le secteur de Ponte dei Passi lui fait perdre toute chance de s'emparer de la place de dauphin. Ayant sagement levé le pied en fin de course, Vatanen rallie l'arrivée avec plus de cinq minutes d'avance sur son premier poursuivant et offre à la 205 T16 sa deuxième victoire consécutive. Derrière, les Lancia effectuent un beau tir groupé, avec Biasion et Tabaton respectivement troisième et quatrième derrière leur coéquipier Bettega, qui s'est montré le plus fort en fin de parcours. Cinquième, Nicolas complète le succès de Peugeot tandis que Grundel, sixième, s'impose logiquement en groupe A. Seulement trente-cinq voitures ont terminé la course.

### Classements intermédiaires
Classements intermédiaires des pilotes après chaque épreuve spéciale

### Classement général
| Pos | No | Pilote              | Copilote            | Voiture                  | Temps            | Écart             | Groupe |
| --- | -- | ------------------- | ------------------- | ------------------------ | ---------------- | ----------------- | ------ |
| 1   | 3  | Ari Vatanen         | Terry Harryman      | Peugeot 205 Turbo 16     | 8 h 44 min 34 s  |                   | B      |
| 2   | 4  | Attilio Bettega     | Maurizio Perissinot | Lancia Rally 037         | 8 h 50 min 01 s  | + 5 min 27 s      | B      |
| 3   | 6  | Massimo Biasion     | Tiziano Siviero     | Lancia Rally 037         | 8 h 53 min 58 s  | + 9 min 24 s      | B      |
| 4   | 11 | Fabrizio Tabaton    | Luciano Tedeschini  | Lancia Rally 037         | 9 h 07 min 53 s  | + 23 min 19 s     | B      |
| 5   | 8  | Jean-Pierre Nicolas | Charley Pasquier    | Peugeot 205 Turbo 16     | 9 h 13 min 16 s  | + 28 min 42 s     | B      |
| 6   | 16 | Kalle Grundel       | Peter Diekmann      | Volkswagen Golf GTI      | 9 h 43 min 30 s  | + 58 min 56 s     | A      |
| 7   | 22 | Massimo Ercolani    | Popi Amati          | Opel Ascona 400          | 9 h 50 min 02 s  | + 1 h 05 min 28 s | B      |
| 8   | 31 | Gerhard Kalney      | Franz Zehetner      | Opel Ascona 400          | 9 h 57 min 46 s  | + 1 h 13 min 12 s | B      |
| 9   | 24 | Michele Rayneri     | Erghy Bartolich     | Fiat Ritmo Abarth 130 TC | 10 h 05 min 05 s | + 1 h 20 min 31 s | A      |
| 10  | 42 | Werner Grissmann    | Jörg Pattermann     | Audi 80 Quattro          | 10 h 13 min 22 s | + 1 h 28 min 48 s | A      |

### Équipages de tête
- ES1 à ES3 :  Massimo Biasion -  Tiziano Siviero (Lancia Rally 037)
- ES4 à ES5 :  Attilio Bettega -  Maurizio Perissinot (Lancia Rally 037)
- ES6 à ES7 :  Massimo Biasion -  Tiziano Siviero (Lancia Rally 037)
- ES8 :  Attilio Bettega -  Maurizio Perissinot (Lancia Rally 037)
- ES9 à ES56 :  Ari Vatanen -  Terry Harryman (Peugeot 205 Turbo 16)

### Vainqueurs d'épreuves spéciales
- Ari Vatanen -  Terry Harryman (Peugeot 205 Turbo 16) : 31 spéciales (ES 5, 8 à 13, 15 à 17, 19 à 25, 29, 32 à 43, 51)
- Attilio Bettega -  Maurizio Perissinot (Lancia Rally 037) : 8 spéciales (ES 2, 4, 47, 48, 50, 54 à 56)
- Walter Röhrl -  Christian Geistdörfer (Audi Sport Quattro) : 7 spéciales (ES 14, 27, 30, 31, 43 à 45)
- Massimo Biasion -  Tiziano Siviero (Lancia Rally 037) : 6 spéciales (ES 1, 6, 46, 49, 52, 53)
- Stig Blomqvist -  Björn Cederberg (Audi Sport Quattro) : 3 spéciales (ES 17, 18, 28)
- Markku Alén -  Ilkka Kivimäki (Lancia Rally 037) : 1 spéciale (ES 3)
- Adartico Vudafieri -  Luigi Pirollo (Lancia Rally 037) : 1 spéciale (ES 5)

## Résultats des principaux engagés
| No | Pilote              | Copilote              | Voiture                  | Groupe | Classement général                         | Class. groupe |
| -- | ------------------- | --------------------- | ------------------------ | ------ | ------------------------------------------ | ------------- |
| 1  | Markku Alén         | Ilkka Kivimäki        | Lancia Rally 037         | B      | ab. dans la 27e spéciale (bielle)          | -             |
| 2  | Stig Blomqvist      | Björn Cederberg       | Audi Sport Quattro       | B      | ab. dans la 41e spéciale (moteur)          | -             |
| 3  | Ari Vatanen         | Terry Harryman        | Peugeot 205 Turbo 16     | B      | 1er                                        | 1er           |
| 4  | Attilio Bettega     | Maurizio Perissinot   | Lancia Rally 037         | B      | 2e à 5 min 27 s                            | 2e            |
| 5  | Walter Röhrl        | Christian Geistdörfer | Audi Sport Quattro       | B      | ab. dans la 50e spéciale (sortie de route) | -             |
| 6  | Massimo Biasion     | Tiziano Siviero       | Lancia Rally 037         | B      | 3e à 9 min 24 s                            | 3e            |
| 7  | Adartico Vudafieri  | Luigi Pirollo         | Lancia Rally 037         | B      | ab. dans la 19e spéciale (sortie de route) | -             |
| 8  | Jean-Pierre Nicolas | Charley Pasquier      | Peugeot 205 Turbo 16     | B      | 5e à 28 min 42 s                           | 5e            |
| 9  | Franco Cunico       | Max Sghedoni          | Lancia Rally 037         | B      | ab. dans la 46e spéciale (sortie de route) | -             |
| 10 | Dario Cerrato       | Giuseppe Cerri        | Opel Manta 400           | B      | ab. dans la 49e spéciale (sortie de route) | -             |
| 11 | Fabrizio Tabaton    | Luciano Tedeschini    | Lancia Rally 037         | B      | 4e à 23 min 19 s                           | 4e            |
| 12 | Maurice Chomat      | Didier Breton         | Citroën Visa 1000 Pistes | B      | ab. dans la 38e spéciale (moteur)          | -             |
| 14 | Christian Rio       | Jean-Bernard Vieu     | Citroën Visa 1000 Pistes | B      | ab. dans la 10e spéciale (sortie de route) | -             |
| 15 | Philippe Wambergue  | Vincent Laverne       | Citroën Visa 1000 Pistes | B      | ab. dans la 45e spéciale (transmission)    | -             |
| 16 | Kalle Grundel       | Peter Diekmann        | Volkswagen Golf GTI      | A      | 6e à 58 min 56 s                           | 1er           |
| 18 | «Tchine»            | Gérard Borie          | Opel Manta GT/E          | A      | 11e à 1 h 36 min 45 s                      | 4e            |
| 19 | Bruno Bentivogli    | Stefano Evangelisti   | Alfa Romeo Alfetta GTV6  | A      | ab. dans la 19e spéciale (moteur)          | -             |
| 20 | Giovanni Del Zoppo  | Betty Tognana         | Talbot Samba Rallye      | B      | ab. dans la 14e spéciale (transmission)    | -             |
| 21 | Vittorio Caneva     | Loris Roggia          | Citroën Visa 1000 Pistes | B      | ab. dans la 31e spéciale (sortie de route) | -             |
| 22 | Massimo Ercolani    | Popi Amati            | Opel Ascona 400          | B      | 7e à 1 h 05 min 28 s                       | 6e            |
| 24 | Michele Rayneri     | Erghy Bartolich       | Fiat Ritmo Abarth 130 TC | A      | 9e à 1 h 20 min 31 s                       | 2e            |
| 26 | Yves Loubet         | Jean-Louis Mérigot    | Alfa Romeo Alfetta GTV6  | A      | ab. dans la 14e spéciale (sortie de route) | -             |
| 31 | Gerhard Kalney      | Franz Zehetner        | Opel Ascona 400          | B      | 8e à 1 h 13 min 12 s                       | 7e            |
| 42 | Werner Grissmann    | Jörg Pattermann       | Audi 80 Quattro          | A      | 10e à 1 h 28 min 48 s                      | 3e            |
| 86 | Stefano Fabbri      | Luisa Bosco           | Fiat Ritmo Abarth 130 TC | N      | 12e à 1 h 37 min 13 s                      | 1er           |

## Classements des championnats à l'issue de la course

### Constructeurs
- Attribution des points : 10, 9, 8, 7, 6, 5, 4, 3, 2, 1 respectivement aux dix premières marques de chaque épreuve, additionnés de 8, 7, 6, 5, 4, 3, 2, 1 respectivement aux huit premières de chaque groupe (seule la voiture la mieux classée de chaque constructeur marque des points). Les points de groupe ne sont attribués qu'aux concurrents ayant terminé dans les dix premiers au classement général[2].

- Seuls les sept meilleurs résultats (sur dix épreuves) sont retenus pour le décompte final des points. Audi doit donc décompter les dix points marqués en Corse et les sept marqués en Italie, et Lancia les dix points marqués à Monte-Carlo.

| Pos. | Marque     | Points    | M-C   | POR  | SAF  | COR   | ACR  | NZ   | ARG  | FIN  | SAN   | RAC |
| ---- | ---------- | --------- | ----- | ---- | ---- | ----- | ---- | ---- | ---- | ---- | ----- | --- |
| 1    | Audi       | 116 (133) | 10+8  | 10+8 | 8+6  | (6+4) | 10+8 | 10+8 | 10+8 | 7+5  | (1+6) |     |
| 2    | Lancia     | 108 (118) | (6+4) | 9+7  | 7+5  | 10+8  | 8+6  | 9+7  | -    | 9+7  | 9+7   |     |
| 3    | Peugeot    | 56        | -     | -    | -    | 7+5   | -    | -    | 4+4  | 10+8 | 10+8  |     |
| 4    | Renault    | 55        | 7+5   | 6+4  | -    | 8+6   | -    | -    | 7+8  | 3+1  | -     |     |
| 5    | Toyota     | 48        | -     | 3+7  | 10+8 | -     | -    | 6+4  | -    | 6+4  | -     |     |
| 6    | Opel       | 38        | -     | -    | 9+7  | 2+0   | -    | -    | 6+5  | 2+0  | 4+3   |     |
| 6=   | Nissan     | 38        | 1+1   | -    | 6+4  | -     | 5+3  | 7+5  | -    | 4+2  | -     |     |
| 8    | Volkswagen | 34        | 2+7   | 4+8  | -    | -     | -    | -    | -    | -    | 5+8   |     |
| 9    | Subaru     | 11        | -     | -    | -    | -     | -    | 3+8  | -    | -    | -     |     |
| 10   | Fiat       | 9         | -     | -    | -    | -     | -    | -    | -    | -    | 2+7   |     |
| 10=  | Alfa Romeo | 9         | -     | -    | -    | 1+8   | -    | -    | -    | -    | -     |     |
| 12   | Ford       | 6         | -     | -    | -    | -     | -    | 4+2  | -    | -    | -     |     |
| 13   | Citroën    | 4         | -     | 2+2  | -    | -     | -    | -    | -    | -    | -     |     |
| 14   | Mazda      | 2         | -     | -    | -    | -     | 2+0  | -    | -    | -    | -     |     |
| 14=  | Vauxhall   | 2         | -     | 1+1  | -    | -     | -    | -    | -    | -    | -     |     |
| 14=  | Mitsubishi | 2         | -     | -    | -    | -     | -    | 1+1  | -    | -    | -     |     |

### Pilotes
- Attribution des points : 20, 15, 12, 10, 8, 6, 4, 3, 2, 1 respectivement aux dix premiers de chaque épreuve.
- Seuls les sept meilleurs résultats (sur douze épreuves) sont retenus pour le décompte final des points.

| Pos. | Pilote              | Marque     | Points | M-C | SUE | POR | SAF | COR | ACR | NZ | ARG | FIN | SAN | CIV | RAC |
| ---- | ------------------- | ---------- | ------ | --- | --- | --- | --- | --- | --- | -- | --- | --- | --- | --- | --- |
| 1    | Stig Blomqvist      | Audi       | 113    | 15  | 20  | -   | -   | 8   | 20  | 20 | 20  | 10  | -   |     |     |
| 2    | Markku Alén         | Lancia     | 90     | 3   | -   | 15  | 10  | 20  | 12  | 15 | -   | 15  | -   |     |     |
| 3    | Hannu Mikkola       | Audi       | 86     | 12  | -   | 20  | 12  | -   | 15  | 12 | 15  | -   | -   |     |     |
| 4    | Attilio Bettega     | Lancia     | 49     | 8   | -   | 12  | -   | 4   | 10  | -  | -   | -   | 15  |     |     |
| 5    | Massimo Biasion     | Lancia     | 43     | 6   | -   | 10  | -   | 15  | -   | -  | -   | -   | 12  |     |     |
| 6    | Ari Vatanen         | Peugeot    | 40     | -   | -   | -   | -   | -   | -   | -  | -   | 20  | 20  |     |     |
| 7    | Björn Waldegård     | Toyota     | 28     | -   | -   | -   | 20  | -   | -   | 8  | -   | -   | -   |     |     |
| 8    | Walter Röhrl        | Audi       | 26     | 20  | -   | 6   | -   | -   | -   | -  | -   | -   | -   |     |     |
| 9    | Timo Salonen        | Nissan     | 21     | 1   | -   | -   | 4   | -   | 6   | 10 | -   | -   | -   |     |     |
| 10   | Jean Ragnotti       | Renault    | 20     | -   | -   | 8   | -   | 12  | -   | -  | -   | -   | -   |     |     |
| 11   | Per Eklund          | Audi       | 18     | -   | 12  | -   | -   | -   | -   | -  | -   | 6   | -   |     |     |
| 11=  | Jean-Pierre Nicolas | Peugeot    | 18     | -   | -   | -   | -   | 10  | -   | -  | -   | -   | 8   |     |     |
| 13   | Michèle Mouton      | Audi       | 15     | -   | 15  | -   | -   | -   | -   | -  | -   | -   | -   |     |     |
| 13=  | Rauno Aaltonen      | Opel       | 15     | -   | -   | -   | 15  | -   | -   | -  | -   | -   | -   |     |     |
| 15   | Jorge Recalde       | Audi       | 12     | -   | -   | -   | -   | -   | -   | -  | 12  | -   | -   |     |     |
| 15=  | Henri Toivonen      | Lancia     | 12     | -   | -   | -   | -   | -   | -   | -  | -   | 12  | -   |     |     |
| 15=  | Shekhar Mehta       | Nissan     | 12     | -   | -   | -   | 8   | -   | 4   | -  | -   | -   | -   |     |     |
| 15=  | Kalle Grundel       | Volkswagen | 12     | 2   | -   | 4   | -   | -   | -   | -  | -   | -   | 6   |     |     |
| 19   | Jean-Luc Thérier    | Renault    | 10     | 10  | -   | -   | -   | -   | -   | -  | -   | -   | -   |     |     |
| 19=  | Mats Jonsson        | Opel       | 10     | -   | 10  | -   | -   | -   | -   | -  | -   | -   | -   |     |     |
| 19=  | Mario Stillo        | Renault    | 10     | -   | -   | -   | -   | -   | -   | -  | 10  | -   | -   |     |     |
| 19=  | Fabrizio Tabaton    | Lancia     | 10     | -   | -   | -   | -   | -   | -   | -  | -   | -   | 10  |     |     |